# スウィートコーン (フォークデュオ)
スウィートコーン（Sweet Corn）は、1980年代初頭から2000年代初頭に活動していた木村弘美と蒲谷明子の女性フォークデュオである。
オリジナル曲を二人のアコースティック・ギターの演奏で歌うスタイルを主とするが、木村がフラットマンドリンに持ち替えたり蒲谷がキーボードを弾いたりして歌う曲があるほか、バックバンドを付けたりチェロやピアノの伴奏を加えたりすることもある。オリジナル曲は二人の作詞・作曲を合わせて200曲以上（400曲以上だとの話も）あり、共同作業者のアーチストなどから歌詞提供を受けて作曲をオリジナルで行った曲もある。基本、曲の制作者がリードボーカルを担当するが、例外もある。音楽ジャンルは主にフォークソングであるが、一部フォルクローレにも及ぶ。グループのサインも定型でデザインされている。東京都内のライブハウス（詳細は後述）を活動の拠点としてライブ活動を行うとともに、全国のテレビ・ラジオ番組、コンサート、ライブハウス、学園祭等で活動してきている。

## メンバー
- 木村弘美（きむら ひろみ、1963年8月19日[7] - ）  血液型B型。東京都武蔵村山市出身。愛称『キム（Kim）』。ステージでの立ち位置は向かって右側。ハイトーンボイスが特徴[8]。
- 蒲谷明子（かまたに あきこ、1963年7月19日[7] -）  血液型AB型。東京都武蔵村山市出身。愛称『カマ（Kama）』。ステージでの立ち位置は向かって左側。趣味はマンガ[9]、美少年愛について考える。

## 来歴
木村と蒲谷は小学校（武蔵村山市立第六小学校）からの同級生で、出会ったのは4年生のときである。音楽を始めたきっかけは、共通の友達のお兄さんが色々なフォークソングを歌っている方たちのカセットテープを持っていて、それを聴いて自分たちでもアコースティック・ギターを持ってハモって歌ってみたいねということで始めたことからと述べている。中学3年（武蔵村山市立第三中学校）のときにフォークソングクラブに入り、親谷瑞穂（現姓:漆原）を含む3人でグループを結成する。この頃から作詞・作曲を手掛け、最初に作った歌は『青春仲間』とのことだが、木村と蒲谷はそれぞれ異なるタイプの歌を作っている。高校はそれぞれ別であるが音楽活動を続け、1979年、親谷の提案で下北沢音楽賞にオリジナル曲で応募し入賞（作品賞）する。1980年にキングレコードからリリースのオムニバスLP『いっしょに歌って！第４集』の収録に加わり、2曲を歌っている。このときにグループ名を『スイートコーン』にする。グループ名の由来は、木村の母の実家（群馬県沼田市）に合宿に行ったときに、トウモロコシ1個を3人でかじっているシーンを撮影した写真があり、それが小川町のレコードショップ『五番街』の店長の目に留まったことによる。
その後、親谷が脱退して二人組になる。三人組の時代は親谷がリーダ格であったが、二人組になってからは木村がその役を担う。1981年、東芝銀座セブン フォーク&ロックコンテストで優勝を果たし、各地でライブ活動を続け、1984年6月30日に東芝EMIから『ひとりがたり』でデビューする。グループのキャッチフレーズは、『スイート感覚のフォークデュオ』、『Last sentimental and fantastic duo』である。前者のほうは2人のメンバー紹介を含むユーモラスな口上があり、デモテープ『スイート・コーン1985』の曲間トークに収録されているほかラジオ番組でも披露される。有線放送でDJも手掛ける。ファンによって支援クラブが結成され、1983年10月から本人達とファンの手によって情報誌Caminitoが発行される（No.1〜No.10及びMINI Caminito）。デビュー後もファンとの交流を大事にしており、ファンレターの返信は必ず書き、ライブ後の公園等での遊び（主はだるまさんがころんだ）や居酒屋での打ち上げ（飲食）は毎度のことで、初詣、花見やキャンプなども企画される。1984年8月から、ニッポン放送のオールナイトニッポン2部の谷山浩子のオールナイトニッポンのコーナー『ザ・ベストスリー（後に、ザ・トップスリーに改題）』で、ファンの組織票によるリクエストで、デビューシングルA面『ひとりがたり』、そのB面『燃えないロケット』、未リリースのオリジナル曲『花うらない』がたびたび入選し放送で流される。本人達は放送局を訪問して谷山浩子と挨拶するも同番組への出演は無い。1985年9月には日本放送協会のオーディションに合格し、ラジオ番組に出演して、アコースティック・ギターの生演奏で『花うらない』を歌唱している。そのほか、参加アルバムでの歌唱やほかのアーチストの曲のバックコーラスを提供している。1986年、北海道放送HBCラジオのジングルに起用され、『Happy Endless HBC』のハーモニーが同年4月から翌年に流される。オリジナル曲の多さを生かして同じ曲を歌わないでどこまでコンサートが続けられるかとのチャレンジ企画もなされる。また、アルバム制作の企画が検討され、ファンメンバーと収録曲の意見交換がなされる。
1987年10月半ばから1989年11月頭位まで活動を休止し、この期間にレコード会社をテイチクエンタテインメントへ移籍する。同時にグループ名を『スイーツ』に変更するとの告知がされるも、結局、カタカナ表記を『スウィートコーン』に変更するに留まる。1990年2月21日にシングルCD『ホワイト・ムーンライト』をリリース（再デビュー）し、この曲はファッションセンターしまむらのCM曲に起用される。続いてオリジナルアルバム『お元気ですか』をリリースする。同アルバムに収録されている『ローマの休日』は、西日本放送ラジオ『勇気が出るラジオ ワイド!まっぴるマン』のエンディングテーマに起用される。続いてオリジナルアルバム『SECOND WIND』をリリースする。当初、同アルバムはカバー曲を含む企画であり、5曲ほどの収録も終えていたが、本人達とファンの意向によって全曲オリジナル曲に変更される。収録済みだったカバー曲は、うち2曲をプロモーション用（非売品）のシングルCDに収録し、『SECOND WIND』に同封されているアンケートはがきを返送してくれた方の中から抽選で500名にプレゼントする企画がなされる。この頃、映画のタイトルで曲を作ることに取り組んでおり、その成果がシングルCDのC/Wに収録されている『太陽がいっぱい』と、『SECOND WIND』に収録されている『ローマの休日』に見られる。また、『SECOND WIND』の1曲目に収録されている『初恋 -Remember You-』は、宮商事「宮きしめん」のCMに起用される。ほかのCM曲では、スカイホームの『セブンテーン・ララバイ』、アイワールドの『I LOVE THE WORLD』の歌唱を担当している。1992年、公益社団法人日本青年会議所の主催する「地球の応援歌」コンテスト SONG FOR THE EARTH ‘92 に『- MOVEMENT FOR TOMORROW - もうそろそろ（明日への行動）』で応募して750点の作品の中から金賞（グランプリではない）に入選し、同年10月18日の受賞発表会（東京新宿ルミネアクトホール）で披露される。
暫くのブランクの後、1998年から順次、G.U.RECORDからヒーリングCD（インスツルメンタル）のHARVESTシリーズを5枚（ベスト版を含む）、及びオリジナルアルバム『Memoir（メモワール） - The Folk Album -』をリリースする。このオリジナルアルバムは、元々ヒーリングCDの延長としてボーカル入りで制作する企画が、収録を進めていくうちに本格的なオリジナルアルバムの制作に変わったものである。また、同アルバムに収録されている『セカンドウィンド』は、エフエム宮崎で持っていたラジオDJ番組『スウィートコーンのセカンドウィンド』のテーマ曲として作ったものである。また同曲は、テレビ東京系『ともだち王』のエンディングテーマ及び文化放送で愛知学院大学のCMに、『ALARM』はテレビ東京系『わっ！！つNEW』のエンディングテーマにそれぞれ起用される。
ライブハウス、学園祭又はイベントなど、各所でのコンサート活動は、デビュー前から精力的に行ってきている。東京地区での定期的なコンサートは、デビュー前に甚六屋（北千住）やイエローページ（池袋）を、デビュー前後を通してマーキー（江古田）を、それぞれホームグラウンドのようにして行われ、大型の企画はTAKE OFF 7（渋谷）、ルイード（新宿、原宿）などで開催される。東芝銀座セブンでのミニコンサート（1部・2部制）は常連である。また、志村坂上・池袋の『五番街』でもしばしばミニコンサートが行われている。その中でも特筆すべきは、1983年3月21日のマーキーでの『ドア前コンサート』と、1984年8月5日の富士山の本八合江戸屋前で行われた『Mt. Fujiサマーコンサート’84』の出演である。曲目はオリジナル曲のラブソング（一部にユーモラスなものを含む）のほか、著名なフォークソング（独自アレンジによる）を時折交えている。弾き語りを手掛けているファンメンバーの作品を借用して歌うこともある。木村はオリジナルのクリスマス・ソングの創作にも力を入れており、クリスマス・コンサートで披露している。前述のとおり、数多くのオリジナル曲を持っているので、コンサートで1度だけ歌ってお蔵入りする曲がある。また、オリジナル曲は自身で歌唱するためのものであるが、ほかのアーチストに贈ったものもある。ステージではアコースティック・ギターの弦を切ることがしばしばあり、相方が弦の交換をしているときだけにソロで歌う曲を用意している。レコード会社の移籍後、スウィートコーン出前ライヴと称して「20人以上集まるところなら、どこへでも行きます」と活動を広げていたが、東京地区でのコンサートは、結果として1993年10月24日のマーキーでの開催が最後になる。その後、前述のアルバムのリリースや、ラジオ番組に何度かの出演、本人達のホームページでブログ相当の日記の掲載があったほか、ファンクラブのお問い合わせ先として新たな事務所をアルバムのライナーノートに掲載していたが、本人達が姿を見せることはなかった。本人達の状況をファンに公にすることもなく、活動をフェードアウトするに至っている。

## ディスコグラフィー

### シングル
| #                        | 発売日              | A/B面               | タイトル               | 作詞                       | 作曲                             | 編曲                | 規格品番                                    |
| スイートコーン 名義      | スイートコーン 名義 | スイートコーン 名義 | スイートコーン 名義    | スイートコーン 名義        | スイートコーン 名義              | スイートコーン 名義 | スイートコーン 名義                         |
| 東芝EMI                  | 東芝EMI             | 東芝EMI             | 東芝EMI                | 東芝EMI                    | 東芝EMI                          | 東芝EMI             | 東芝EMI                                     |
| ------------------------ | ------------------- | ------------------- | ---------------------- | -------------------------- | -------------------------------- | ------------------- | ------------------------------------------- |
| 1                        | 1984年6月30日       | A面                 | ひとりがたり           | 深田尚美                   | スイートコーン                   | スイートコーン      | EP:WTP-17628                                |
| 1                        | 1984年6月30日       | B面                 | 燃えないロケット       | 嶋田富美子／補作詞:實川 翔 | 嶋田賢一／補作曲: スイートコーン | スイートコーン      | EP:WTP-17628                                |
| スウィートコーン 名義    |                     |                     |                        |                            |                                  |                     |                                             |
| テイチク・コンチネンタル |                     |                     |                        |                            |                                  |                     |                                             |
| 2                        | 1990年2月21日       |                     | ホワイト・ムーンライト | 蒲谷明子                   | 蒲谷明子                         | スウィートコーン    | CD:CARC-32 CT:10SV3-30 EP:T-0-2-2（見本品） |
| 2                        | 1990年2月21日       | C/W                 | 太陽がいっぱい         | ヤマトタケル               | 木村弘美                         | スウィートコーン    | CD:CARC-32 CT:10SV3-30 EP:T-0-2-2（見本品） |
| 3                        | 1991年11月1日       |                     | サルビアの花           | 相沢靖子                   | 早川義夫                         | スウィートコーン    | CDS-11003（SPECIAL TUNE; 販促用CD/非売品）  |
| 3                        | 1991年11月1日       | C/W                 | 秋でもないのに         | 細野敦子                   | 江波戸憲和                       | スウィートコーン    | CDS-11003（SPECIAL TUNE; 販促用CD/非売品）  |

### アルバム
| #                        | 発売日                   | タイトル                               | 収録曲 | 規格品番                 |
| テイチク・コンチネンタル | テイチク・コンチネンタル | テイチク・コンチネンタル               | テイチク・コンチネンタル | テイチク・コンチネンタル |
| ------------------------ | ------------------------ | -------------------------------------- | --- | ------------------------ |
| 1                        | 1990年9月21日            | お元気ですか                           | 1. 雨のバスターミナル 作詞:武田千寿子、木村弘美／作曲:木村弘美／編曲:スウィートコーン 2. ANSWER -太陽よりも熱い想い- 作詞:武田千寿子、木村弘美／作曲:木村弘美／編曲:スウィートコーン 3. お元気ですか 作詞:ヤマトタケル／作曲:木村弘美／編曲:スウィートコーン 4. 気軽な恋人 作詞・作曲:蒲谷明子／編曲:関和則、坂本志崇 5. 避暑地の恋 作詞・作曲:木村弘美／編曲:関和則 6. オルゴール -Lemmon Tree- 作詞・作曲:木村弘美、（Lemon tree）Will Holt／編曲:スウィートコーン 7. 抱きしめてあげる 作詞・作曲:蒲谷明子／編曲:スウィートコーン 8. ローマの休日 作詞:ヤマトタケル／作曲:木村弘美／編曲:スウィートコーン 9. ホワイト・ムーンライト 作詞・作曲:蒲谷明子／編曲:スウィートコーン 10. セイレーン 作詞:蒲谷明子／作曲:スウィートコーン／編曲:関和則                                                | TECN-28031               |
| 2                        | 1991年11月1日            | SECOND WIND                            | 1. 初恋 -Remember You- 作詞:ヤマトタケル／作曲:スウィートコーン／編曲:スウィートコーン、坂本志崇 2. 恋かしら 作詞・作曲:スウィートコーン／編曲:スウィートコーン、坂本志崇 3. My Friend 作詞:武田千寿子、木村弘美／作曲:木村弘美／編曲:スウィートコーン、坂本志崇 4. きらめく季節 作詞・作曲:蒲谷明子／編曲:スウィートコーン、坂本志崇 5. 湖の伝説 作詞・作曲:木村弘美／編曲:スウィートコーン、坂本志崇 6. VALENTINE EVE 作詞・作曲:蒲谷明子／編曲:スウィートコーン、坂本志崇 7. あのイブに戻りたい 作詞:武田千寿子、木村弘美／作曲:木村弘美／編曲:スウィートコーン、坂本志崇 8. お元気ですか Part II 作詞・作曲:木村弘美／編曲:スウィートコーン、坂本志崇 9. リフレイン 作詞・作曲:蒲谷明子／編曲:スウィートコーン、坂本志崇 10. かえりたい 作詞・作曲:蒲谷明子／編曲:スウィートコーン、坂本志崇 | TECN-28112               |
| G.U.RECORD               |                          |                                        | |                          |
| 3                        | 2000年12月24日           | Memoir（メモワール） -The Folk Album - | 1. 未来からの歌声 作詞・作曲:蒲谷明子 2. もうひとつの海 作詞・作曲:木村弘美 3. セカンドウィンド 作詞:嶋田富美子／作曲:木村弘美 4. のうぜんかずら 作詞・作曲:蒲谷明子 5. ひとりぼっちは淋しくて 作詞・作曲:木村弘美 6. 恋路海岸 作詞:嶋田富美子／作曲:木村弘美 7. ALARM 作詞:武田千寿子／作曲:木村弘美 8. 二人の海 作詞・作曲:蒲谷明子 9. 悲しみの向う側 作詞・作曲:蒲谷明子 10. 虹の彼方へ（Bonus Track） 作詞:松木司／作曲:蒲谷明子 | GUCD-2001                |

| #          | 発売日         | タイトル                                                                                  | 収録曲 | 規格品番   | コンサート歌唱時のオリジナル曲名 |
| G.U.RECORD | G.U.RECORD     | G.U.RECORD                                                                                | G.U.RECORD | G.U.RECORD | |
| ---------- | -------------- | ----------------------------------------------------------------------------------------- | --- | ---------- | --- |
| 1          | 1998年6月21日  | HARVEST - Dedicated to sweet corn - - 別レーベル「優音」シリーズ vol.1 Harvest            | 1. ホワイト・ムーン・ライト 2. 湖の伝説 3. 初恋 4. あのイヴに戻りたい 5. 止まった時計 6. セイレーン 7. 虹の彼方へ 8. ロンリネス 9. リフレイン 10. ハーヴェスト                                                  | GUCD-1003  | 1. ホワイト・ムーンライト 2. 湖の伝説 3. 初恋 - Rmember you - 4. あのイヴに戻りたい 5. （不明又は新作） 6. セイレーン 7. 虹の彼方へ 8. （不明又は新作） 9. リフレイン 10. （不明又は新作）                |
| 2          | 1999年5月21日  | HARVESTII Akiko Kamatani - 別レーベル「優音」シリーズ vol.2 Harvest                       | 1. 風に舞う花のように 2. 歌にたくして 3. ディジー・ファーム 4. 雪景色 5. 星のつぶやき 6. フライング・バード 7. Tears & Rain 8. 夕陽色の大地へ 9. 右手に愛を、左手に夢を 10. 明日に吹く風                        | GUCD-1005  | 1. 風に舞う花のように 2. 抱きしめてあげる 3. （不明又は新作） 4. 雪景色 5. （不明又は新作） 6. （不明又は新作） 7. きらめく季節 8. （不明又は新作） 9. （不明又は新作） 10. （不明又は新作）              |
| ３         | 1999年11月11日 | HARVESTIII HIROMI KIMURA - 別レーベル「優音」シリーズ vol.3 Harvest                       | 1. ラヴァーズ・ソング 2. 雨の日と微笑みと 3. 蒼い太陽 4. もうひとつの風景 5. アンサー 6. カミニート～小径～ 7. 月の子守詩 8. 静夜                                                                               | GUCD-1006  | 1. 走る恋人たち 2. 雨に濡れても 3. 太陽がいっぱい 4. （不明又は新作） 5. Answer -太陽よりも熱い想い- 6. カミニート～小径～ 7. 月の子守詩 8. クリスマス・ナイト                                            |
| 4          | 2001年1月11日  | Original Mind Track Akiko Kamatani - 別レーベル「優音」シリーズ Vol.7 Original Mind Track | 1. Flowers in the Wind 2. 約束 3. 青空の君へ 4. 未来からの歌声 5. あの頃に…。 6. 素直な気持ちで…。 7. 薔薇と優しい雨 8. ふたりの海 9. Eden                                                                      | GUCD-1008  | 1. 凌（ノウゼンカズラ） 2. 約束なんて 3. 青空のきみ 4. 未来からの歌声 5. 帰りたい 6. 素直な気持ちで 7. （不明又は新作） 8. ふたりの海 9. （不明又は新作）                                                 |
| 5          | 2003年12月24日 | Harvest Home - Best of the Harvest series -                                               | 1. ホワイト・ムーンライト 2. 歌にたくして 3. ラヴァーズ・ソング 4. あのイヴに戻りたい 5. 虹の彼方へ 6. 風に舞う花のように 7. 雪景色 8. 雨の日と微笑と 9. 月の子守詩 10. 右手に愛を、左手に夢を 11. ハーヴェスト | GUCD-1912  | 1. ホワイト・ムーンライト 2. 抱きしめてあげる 3. 走る恋人たち 4. あのイブに戻りたい 5. 虹の彼方へ 6. 風に舞う花のように 7. 雪景色 8. 雨に濡れても 9. 月の子守詩 10. （不明又は新作） 11. （不明又は新作） |

### その他
| 発売日         | タイトル                                            | 担当曲                                              | 監修等                       | 規格品番  | レーベル             |
| -------------- | --------------------------------------------------- | --------------------------------------------------- | ---------------------------- | --------- | -------------------- |
| 1980年         | いっしょに歌って！第4集                             | A5 旅 パートⅡ B5 やすらぎは消えず                   | （財）日本ユースホステル協会 | K20A-42   | キングレコード       |
| 1985年11月30日 | 週刊少年サンデー創刊 1500 号記念LP WINGS OF FREEDOM | A1 君にSAY HELLO 作詞:竜真知子／作曲:ばんばひろふみ | 小学館                       | LB28-5006 | 東芝EMI              |
| 1986年7月25日  | 深野義和 8thシングル                                | A面 ハッピー・エンドレス（バックコーラスを担当）    | HBC北海道放送15周年記念曲    | 7DX-1439  | ポリドール・レコード |

| 発行年 | タイトル                                   | 収録曲                                                                                               | 備考 |
| ------ | ------------------------------------------ | --- | --- |
| 1985年 | スイート・コーン1985                       | 1. 恋便り 2. 真っ赤なリンゴをあなたに 3. 忘却 4. 走る恋人達 5. きらいらいら 6. 駆け抜ける風のように… | - 全曲オリジナル（事務所のハンドメイドによる制作） - 通称、『スイートコーン・カセット』 - A面だけの収録（B面は空白） |
| 1990年 | ホワイト・ムーン・ライト／スイート・コーン | ホワイト・ムーン・ライト（A面・B面とも）                                                             | - 視聴用見本品 - 曲タイトルとグループ名の表記はラベル印字のまま - テイチクレーベル |
| 1990年 | SWEETCORN original casette                 | 1. Answer - 太陽よりも熱い想い -（F.O.） 2. 雨の日の幻影（F.O.） 3. 雨のバスターミナル（F.O.）       | - 全曲オリジナル - 1989年12月10日のコンサート来訪者向けプレゼント（チラシ持参要） - 1と3は『お元気ですか』に収録のものとは別アレンジ - テイチクレーベル                                                                               |
| 1990年 | スウィートコーン・カセット                 | Aタイプ: 1. 雨の日の幻影 2. 恋 3. バレンタイン・イヴ                                                 | - Aタイプ、Bタイプとも全曲オリジナル - Bタイプは全曲アコースティック・ギター演奏による別アレンジ - 1990年12月25日スウィートコーンX'masコンサートのプレゼント企画（Aタイプ又はBタイプのどちらかを事前選択・予約制） - テイチクレーベル |
| 1990年 | スウィートコーン・カセット                 | Bタイプ: 1. 雨のバスターミナル 2. 避暑地の恋 3. 抱きしめてあげる                                     | - Aタイプ、Bタイプとも全曲オリジナル - Bタイプは全曲アコースティック・ギター演奏による別アレンジ - 1990年12月25日スウィートコーンX'masコンサートのプレゼント企画（Aタイプ又はBタイプのどちらかを事前選択・予約制） - テイチクレーベル |
| 1991年 | --                                         | セカンドウインド                                                                                     | - オリジナルアルバム『SECOND WIND』の予約特典 - Ａ面に1曲だけ収録 - 池袋CDショップ『五番街』制作 |

## コンサート・ミニコンサート（東京近隣エリア）[86]
| 開催年 | 月日                          | 時刻         | 会場                                       | 備考                                                                                |
| ------ | ----------------------------- | ------------ | ------------------------------------------ | ----------------------------------------------------------------------------------- |
| 1982年 | 2月28日                       | PM1:30/3:00  | 東芝銀座セブン1Fプラザ７                   |                                                                                     |
| 1982年 | 3月27日                       | PM2:30/4:00  | 東芝銀座セブン1Fプラザ７                   |                                                                                     |
| 1982年 | 5月22日                       | PM2:00/3:30  | 東芝銀座セブン1Fプラザ７                   |                                                                                     |
| 1982年 | 7月31日                       | PM2:30/4:00  | 東芝銀座セブン1Fプラザ７                   |                                                                                     |
| 1982年 | 9月15日                       | PM1:30/3:00  | 東芝銀座セブン1Fプラザ７                   |                                                                                     |
| 1982年 | 10月9日                       | PM2:30/4:00  | 東芝銀座セブン1Fプラザ７                   |                                                                                     |
| 1982年 | 11月3日                       | PM1:30/3:00  | 東芝銀座セブン1Fプラザ７                   |                                                                                     |
| 1982年 | 12月23日                      | PM7:30       | 甚六屋（北千住）                           |                                                                                     |
| 1983年 | 1月14日                       | PM7:30       | 甚六屋（北千住）                           |                                                                                     |
| 1983年 | 1月30日                       | PM1:30/3:00  | 東芝銀座セブン1Fプラザ７                   |                                                                                     |
| 1983年 | 2月4日                        | PM7:30       | 甚六屋（北千住）                           |                                                                                     |
| 1983年 | 3月3日                        | PM7:30       | 甚六屋（北千住）                           |                                                                                     |
| 1983年 | 3月5日                        | PM2:30/4:00  | 東芝銀座セブン1Fプラザ７                   |                                                                                     |
| 1983年 | 3月21日                       | PM2:00       | マーキー（江古田）                         | 通称、ドア前コンサート                                                              |
| 1983年 | 4月21日                       | PM6:30       | マーキー（江古田）                         |                                                                                     |
| 1983年 | 5月15日                       |              | 五番街（池袋）                             |                                                                                     |
| 1983年 | 6月5日                        | PM2:00       | マーキー（江古田）                         |                                                                                     |
| 1983年 | 7月3日                        | PM2:00       | マーキー（江古田）                         |                                                                                     |
| 1983年 | 7月30日                       | PM2:30/4:00  | 東芝銀座セブン1Fプラザ７                   |                                                                                     |
| 1983年 | 8月7日                        | PM2:00       | マーキー（江古田）                         |                                                                                     |
| 1983年 | 9月4日                        | PM2:00       | マーキー（江古田）                         |                                                                                     |
| 1983年 | 10月10日                      | PM2:00       | マーキー（江古田）                         |                                                                                     |
| 1983年 | 10月16日                      | PM3:00/4:00  | 五番街（池袋）                             |                                                                                     |
| 1983年 | 11月3日                       |              | 代々木公園                                 | 第6回ふるさと渋谷フェスティバル                                                     |
| 1983年 | 11月20日                      | PM3:00       | イエローページ（池袋）                     |                                                                                     |
| 1983年 | 12月4日                       | PM2:00       | マーキー（江古田）                         |                                                                                     |
| 1983年 | 12月11日                      |              | 五番街（池袋）                             |                                                                                     |
| 1983年 | 12月25日                      |              | イエローページ（池袋）                     |                                                                                     |
| 1984年 | 1月4日                        |              | 五番街（志村坂上）                         |                                                                                     |
| 1984年 | 1月22日                       | PM1:00       | イエローページ（池袋）                     |                                                                                     |
| 1984年 | 1月29日                       | PM2:00       | 五番街（志村坂上）                         |                                                                                     |
| 1984年 | 2月                           |              | 五番街（池袋）                             | 日付、詳細不詳                                                                      |
| 1984年 | 2月26日                       | PM2:00       | イエローページ（池袋）                     |                                                                                     |
| 1984年 | 4月14日                       | PM3:00/5:00  | ルミネ6F（新宿）                           |                                                                                     |
| 1984年 | 4月15日                       | PM3:00/4:00  | 五番街（池袋）                             |                                                                                     |
| 1984年 | 5月5日                        |              | 五番街（池袋）                             |                                                                                     |
| 1984年 | 8月5日                        |              | 江戸屋前（富士山 本八号）                  | Mt. Fujiサマーコンサート’84                                                         |
| 1984年 | 6月17日                       |              | 五番街（池袋）                             |                                                                                     |
| 1984年 | 6月10日                       | PM1:30/3:00  | 東芝銀座セブン1Fプラザ７                   |                                                                                     |
| 1984年 | 6月24日                       |              | 岡田屋モアーズ（川崎）                     |                                                                                     |
| 1984年 | 6月25日                       | PM6:30       | マーキー（江古田）                         | レコード発売記念コンサート                                                          |
| 1984年 | 8月16日                       |              | サンシャイン噴水広場（池袋）               |                                                                                     |
| 1984年 | 8月30日                       | PM7:00       | TAKE OFF 7（渋谷）                         |                                                                                     |
| 1984年 | 10月5日                       | PM6:00       | エピキュラス（渋谷）                       | シンガー・ソングライター定例会 ゲスト）スイートコーン                               |
| 1984年 | 10月10日                      | PM7:00       | TAKE OFF 7（渋谷）                         |                                                                                     |
| 1984年 | 10月21日                      | PM1:30/3:00  | 東芝銀座セブン1Fプラザ７                   |                                                                                     |
| 1984年 | 11月4日                       |              | 代々木公園                                 | 第7回ふるさと渋谷フェスティバル                                                     |
| 1984年 | 11月11日                      | PM2:00       | マーキー（江古田）                         | スイートコーンとその仲間達 出演）スイートコーン、滝沢修、国枝まこ、三宅行彦 他      |
| 1984年 | 12月9日                       |              | 五番街（池袋）                             |                                                                                     |
| 1984年 | 12月23日                      |              | 五番街（志村坂上）                         |                                                                                     |
| 1984年 | 12月29日                      |              | サンシャイン三越YOU                        |                                                                                     |
| 1985年 | 1月8日                        | PM7:00       | TAKE OFF 7（渋谷）                         |                                                                                     |
| 1985年 | 1月15日                       | PM1:30/3:00  | 東芝銀座セブン1Fプラザ７                   |                                                                                     |
| 1985年 | 3月3日                        | PM2:00       | マーキー（江古田）                         | スイートコーンとフォークの集い スイートコーン／ひな祭りコンサート                   |
| 1985年 | 3月10日                       |              | 五番街（池袋）                             |                                                                                     |
| 1985年 | 3月21日                       | PM1:30/3:00  | 東芝銀座セブン1Fプラザ７                   |                                                                                     |
| 1985年 | 4月5日                        | PM7:00       | TAKE OFF 7（渋谷）                         | 初恋とピースの香りコンサート                                                        |
| 1985年 | 5月12日                       | PM2:00       | マーキー（江古田）                         |                                                                                     |
| 1985年 | 5月26日                       | PM1:30/3:00  | 東芝銀座セブン1Fプラザ７                   |                                                                                     |
| 1985年 | 6月2日                        | PM1:00/3:00  | 東武百貨店（池袋）8F催事場                 | ニセコ ポテト共和国 ミニ・コンサート                                                |
| 1985年 | 6月14日                       | PM7:00       | 渋谷La.mama                                | HALFTY CONCERT Vol.1 出演ナッツベリー・ファーム、石井照子 他 ゲスト）スイートコーン |
| 1985年 | 6月30日                       | PM0:00       | 板橋区立文化会館                           | ブラス アンド ポップス カーニバル スペシャルゲスト）スイートコーン                  |
| 1985年 | 7月3日                        | PM7:00       | ルイード（新宿）                           | デビュー1周年記念コンサート                                                         |
| 1985年 | 7月21日                       | PM1:30/3:00  | 東芝銀座セブン1Fプラザ７                   |                                                                                     |
| 1985年 | 8月18日                       | PM2:00       | マーキー（江古田）                         |                                                                                     |
| 1985年 | 9月14日、21～23日、28日、29日 | PM1:00～5:00 | 浦和 長崎屋1Fイベント広場                  | グランド スラム ミニFM放送 長崎屋浦和支局（月間ゲスト）                             |
| 1985年 | 10月10日                      | PM1:30/3:00  | 東芝銀座セブン1Fプラザ７                   |                                                                                     |
| 1985年 | 11月3日                       |              | 代々木公園                                 | 第8回ふるさと渋谷フェスティバル                                                     |
| 1985年 | 12月1日                       | PM3:00       | 五番街（池袋）                             | 週刊少年サンデー創刊1500号記念LP『WINGS OF FREEDOM』発売記念コンサート              |
| 1985年 | 12月15日                      | PM1:30/3:00  | 東芝銀座セブン1Fプラザ７                   |                                                                                     |
| 1985年 | 12月22日                      | PM6:30       | マーキー（江古田）                         | スイート・コーン クリスマス・コンサート                                             |
| 1986年 | 1月15日                       | PM1:30/3:00  | 東芝銀座セブン1Fプラザ７                   |                                                                                     |
| 1986年 | 2月2日                        | PM1:30/3:00  | 東芝銀座セブン1Fプラザ７                   |                                                                                     |
| 1986年 | 2月9日                        | PM6:30       | マーキー（江古田）                         |                                                                                     |
| 1986年 | 3月16日                       | PM7:00       | TAKE OFF 7（渋谷）                         | スイートコーン、ナッツベリー・ファーム                                              |
| 1986年 | 4月12日                       | PM6:30       | マーキー（江古田）                         |                                                                                     |
| 1986年 | 4月29日                       | PM1:30/3:00  | 東芝銀座セブン1Fプラザ７                   |                                                                                     |
| 1986年 | 6月14日                       | PM6:30       | マーキー（江古田）                         |                                                                                     |
| 1986年 | 7月6日                        | PM1:30/3:00  | 東芝銀座セブン1Fプラザ７                   |                                                                                     |
| 1986年 | 7月19日                       | PM7:00       | TAKE OFF 7（渋谷）                         | スイートコーン with ナッツベリー・ファーム ゲスト）深野義和                         |
| 1986年 | 8月9日                        | PM6:30       | マーキー（江古田）                         |                                                                                     |
| 1986年 | 9月7日                        | PM6:30       | マーキー（江古田）                         |                                                                                     |
| 1986年 | 9月21日                       | PM1:30/3:00  | 東芝銀座セブン1Fプラザ７                   |                                                                                     |
| 1986年 | 10月11日                      | PM6:30       | マーキー（江古田）                         |                                                                                     |
| 1986年 | 11月3日                       |              | 代々木公園                                 | 第9回ふるさと渋谷フェスティバル                                                     |
| 1986年 | 11月9日                       | PM6:30       | マーキー（江古田）                         |                                                                                     |
| 1986年 | 11月16日                      | PM1:30/3:00  | 東芝銀座セブン1Fプラザ７                   |                                                                                     |
| 1986年 | 12月13日                      | PM6:30       | マーキー（江古田）                         |                                                                                     |
| 1987年 | 2月8日                        | PM6:30       | マーキー（江古田）                         |                                                                                     |
| 1987年 | 2月15日                       | PM1:30/3:00  | 東芝銀座セブン1Fプラザ７                   |                                                                                     |
| 1987年 | 3月8日                        | PM2:00       | マーキー（江古田）                         |                                                                                     |
| 1987年 | 4月12日                       | PM2:00       | マーキー（江古田）                         |                                                                                     |
| 1987年 | 5月5日                        | PM1:30/3:00  | 東芝銀座セブン1Fプラザ７                   |                                                                                     |
| 1987年 | 5月10日                       | PM2:00       | マーキー（江古田）                         |                                                                                     |
| 1987年 | 6月14日                       | PM2:00       | マーキー（江古田）                         |                                                                                     |
| 1987年 | 7月12日                       | PM2:00       | マーキー（江古田）                         |                                                                                     |
| 1987年 | 8月9日                        | PM2:00       | マーキー（江古田）                         |                                                                                     |
| 1987年 | 8月23日                       | PM5:30-9:30  | 麻布十番納涼まつり                         |                                                                                     |
| 1987年 | 10月4日                       | PM1:30/3:00  | 東芝銀座セブン1Fプラザ７                   |                                                                                     |
| 1989年 | 11月4日                       | PM2:30-3:30  | 代々木公園                                 | 第12回ふるさと渋谷フェスティバル                                                    |
| 1989年 | 12月10日                      | PM7:00       | LIVE SQUARE（横浜）                        | 彩、スイートコーン                                                                  |
| 1989年 | 12月17日                      | PM1:30/3:00  | 東芝銀座セブン1Fプラザ７                   |                                                                                     |
| 1990年 | 2月7日                        | PM7:00       | ガソリンアレイ（上馬）                     | スイートコーン、Mr.ユニット～ジョイントコンサート                                   |
| 1990年 | 3月3日                        | PM2:00/3:00  | 東芝銀座セブン1Fプラザ７                   |                                                                                     |
| 1990年 | 3月11日                       | PM7:00       | サウンドハウス（新宿）                     | テイチク アコースティック ミニ LIVE                                                 |
| 1990年 | 3月14日                       | PM6:30       | マーキー（江古田）                         |                                                                                     |
| 1990年 | 4月1日                        | PM7:00       | ガソリンアレイ（上馬）                     |                                                                                     |
| 1990年 | 5月1日                        | PM7:00       | サウンドハウス（新宿）                     | アコースティックナイト                                                              |
| 1990年 | 5月27日                       | PM1:30/3:00  | 東芝銀座セブン1Fプラザ７                   |                                                                                     |
| 1990年 | 8月19日                       | PM1:30/3:00  | 東芝銀座セブン1Fプラザ７                   |                                                                                     |
| 1990年 | 8月23日                       | PM6:30       | マーキー（江古田）                         |                                                                                     |
| 1990年 | 9月26日                       | PM7:00       | サウンドハウス（新宿）                     | アコースティック スペシャル ナイト                                                  |
| 1990年 | 10月7日                       | PM2:00/4:00  | マルイ大井町店（女とインテリアの館1F店頭） |                                                                                     |
| 1990年 | 10月10日                      | PM1:30/3:00  | 東芝銀座セブン1Fプラザ７                   |                                                                                     |
| 1990年 | 10月14日                      | PM4:00       | サンシャイン噴水広場（池袋）               | 第39回オーディオ・フェア協賛催事 SUNSHINE SOUND STAGE                               |
| 1990年 | 10月30日                      | PM6:30       | 相鉄本多劇場（横浜）                       | ヤマハ・アコースティックサウンドナイト                                              |
| 1990年 | 11月3日                       |              | 代々木公園                                 | 第13回ふるさと渋谷フェスティバル                                                    |
| 1990年 | 11月5日                       | PM7:30       | ルイード（原宿）                           | スウィートコーン アコースティック LIVE「スウィートコーンと共に」                    |
| 1990年 | 12月24日                      | PM1:30/3:00  | 東芝銀座セブン1Fプラザ７                   |                                                                                     |
| 1990年 | 12月25日                      | PM7:00       | マーキー（江古田）                         | X'mas アコースティックナイト                                                        |
| 1991年 | 1月26日                       | PM1:30       | キングレコード第2スタジオ（護国寺）        | 公開録音 SWEET CORN vs. 花岡幸代                                                    |
| 1991年 | 2月10日                       | PM1:30/3:00  | 東芝銀座セブン1Fプラザ７                   |                                                                                     |
| 1991年 | 5月19日                       | PM1:30/3:00  | 東芝銀座セブン1Fプラザ７                   |                                                                                     |
| 1991年 | 6月9日                        | PM6:30       | マーキー（江古田）                         |                                                                                     |
| 1991年 | 9月23日                       | PM1:30/3:00  | 東芝銀座セブン1Fプラザ７                   |                                                                                     |
| 1991年 | 10月27日                      | PM1:30/3:00  | 東芝銀座セブン1Fプラザ７                   |                                                                                     |
| 1991年 | 10月27日                      |              | 五番街（池袋）                             |                                                                                     |
| 1991年 | 11月4日                       | PM6:30       | ルイード（原宿）                           |                                                                                     |
| 1991年 | 12月13日                      | PM6:30       | マーキー（江古田）                         |                                                                                     |
| 1992年 | 2月16日                       | PM1:30/3:00  | 東芝銀座セブン1Fプラザ７                   |                                                                                     |
| 1992年 | 2月25日                       | PM7:00       | 深川座（門前仲町）                         | S.C. Love Message ライブ                                                            |
| 1992年 | 3月15日                       | PM7:00       | サウンドハウス（新宿）                     |                                                                                     |
| 1992年 | 5月11日                       | PM7:30       | コタン（四谷）                             |                                                                                     |
| 1992年 | 10月18日                      | PM1:00       | ルミネ7Fアクトホール（新宿）               | SONG FOR THE EARTH '92                                                              |
| 1992年 | 11月8日                       | PM1:30       | ディアラキッズラフォーレ（青山）           |                                                                                     |
| 1992年 | 11月29日                      | PM1:30/3:00  | 東芝銀座セブン1Fプラザ７                   |                                                                                     |
| 1993年 | 6月12日                       | PM6:30       | マーキー（江古田）                         | スウィートコーン with RIRINA                                                        |
| 1993年 | 10月24日                      | PM6:30       | マーキー（江古田）                         | スウィートコーン&竹憲                                                               |